# Репрезентација Кине у хокеју на леду
Хокејашка репрезентација Кине је хокејашки тим Кине и под контролом је Хокејашког савеза Кине. Репрезентација се међународно такмичи од 1972. године.
У Кини има укупно 527 регистрованих играча.
Премијерну утакмицу Кина је одиграла против Румуније, 12. фебруара 1972. године и изгубила је 6:4. Најтежи пораз Кина је доживела од Норвешке 2005. године резултатом 25:1. Највећу победу остварили су против Кувајта 1999. године када су победили резултатом 35:0.
Највише наступа имао је Ванг Дахаи, који је одиграо 54 меча за репрезентацију. Исти играч је и најефикаснији играч са укупно тридесет и једним поеном.

## Резултати на светским првенствима
- 1972. – 18. место (5. место, Група Ц)
- 1973. – 19. место (5. место, Група Ц)
- 1974. – 20. место (6. место, Група Ц)
- 1975-77. – нису учествовали
- 1978. – 20. место (4. место, Група Ц)
- 1979. – 18. место (Група Б)
- 1981. – 18. место (2. место, Група Ц)
- 1982. – 15. место (6. место, Група Ц)
- 1983. – 19. место (3. место, Група Ц)
- 1985. – 19. место (3. место, Група Ц)
- 1986. – 18. место (2. место, Група Ц)
- 1987. – 16. место (8. место, Група Б)
- 1989. – 19. место (3. место, Група Ц)
- 1990. – 19. место (3. место, Група Ц)
- 1991. – 18. место (2. место, Група Ц)
- 1992. – 19. место (7. место, Група Б)
- 1993. – 19. место (7. место, Група Б)
- 1994. – 20. место (8. место, Група Б)
- 1995. – 25. место (Група Ц)
- 1996. – 27. место (Група Ц)
- 1997. – 27. место (7. место, Група Ц)
- 1998. – 28. место (4. место, Група Ц)
- 1999. – 28. место (4. место, Група Ц)
- 2000. – 26. место (2. место, Група Ц)
- 2001. – 27. место (5. место, Дивизија I, Група Б)
- 2002. – 28. место (6. место, Дивизија I, Група Б)
- 2003. – 32. место (2. место, Дивизија II, Група Б)
- 2004. – 31. место (1. место, Дивизија II, Група А)
- 2005. – 28. место (6. место, Дивизија I, Група А)
- 2006. – 30. место (1. место, Дивизија II, Група Б)
- 2007. – 28. место (6. место, Дивизија I, Група А)
- 2008. – 32. место (2. место, Дивизија II, Група Б)
- 2009. – 34. место (3. место, Дивизија II, Група А)
- 2010. – 38. место (5. место, Дивизија II, Група Б)
- 2011. – 36. место (4. место, Дивизија II, Група Б)
- 2012. – 36. место (2. место, Дивизија II, Група Б)
- 2013. – 38. место (4. место, Дивизија II, Група Б)
- 2014. – 38. место (4. место, Дивизија II, Група Б)
- 2015. – 35. место (4. место, Дивизија I, Група Б)